# Championnat de Finlande de football 1951
Navigation
précédente Saison suivante

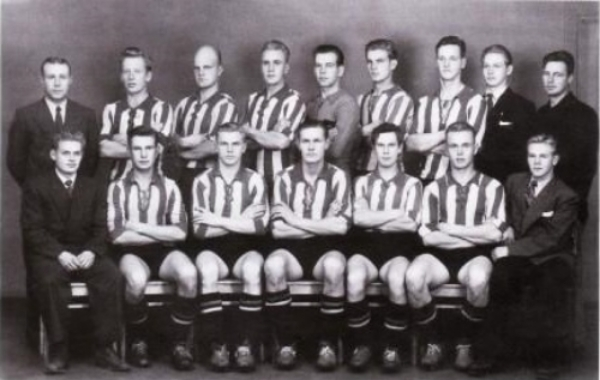
L’équipe KTP qui a remporté le championnat finlandais en 1951.

La saison 1951 du Championnat de Finlande de football était la 22e édition de la première division finlandaise à poule unique, la Mestaruussarja. Les dix meilleurs clubs du pays jouent les uns contre les autres à deux reprises durant la saison, à domicile et à l'extérieur. À la fin de la compétition, les 2 derniers du classement sont relégués et remplacés par les 2 meilleurs clubs d'Ykkonen, la deuxième division finlandaise.
C'est le club du KTP Kotka qui remporte le titre cette saison en terminant en tête du classement, avec un seul point d'avance sur le VIFK Vaasa et 4 sur le TPK Turku, promu de Ykkonen. C'est le tout premier titre de champion de Finlande de l'histoire du KTP.
En queue de classement, c'est une surprise, puisque le tenant du titre, l'IKissat Tampere, rate complètement sa saaison (1 victoire et 3 nuls en 18 matchs) et termine dernier. Le club est directement relégué en deuxième division.

## Les 10 clubs participants
| - VPS Vaasa - TPS Turku - Sudet Helsinki - Promu de Ykkonen - VIFK Vaasa - KIF Helsinki | - TPK Turku - Promu de Ykkonen - KTP Kotka - Haka Valkeakoski - IKissat Tampere - KuPS Kuopio |

## Compétition

### Classement
Le barème de points servant à établir le classement se décompose ainsi :
- Victoire : 2 points
- Match nul : 1 point
- Défaite : 0 point

| Rang | Équipe            | Pts | J  | G  | N | P  | Bp | Bc | Diff |
| ---- | ----------------- | --- | -- | -- | - | -- | -- | -- | ---- |
| 1    | KTP Kotka         | 27  | 18 | 10 | 7 | 1  | 44 | 26 | +18  |
| 2    | VIFK Vaasa        | 26  | 18 | 10 | 6 | 2  | 45 | 24 | +21  |
| 3    | TPK Turku P       | 23  | 18 | 8  | 7 | 3  | 40 | 25 | +15  |
| 4    | Haka Valkeakoski  | 19  | 18 | 7  | 5 | 6  | 38 | 32 | +6   |
| 5    | KuPS Kuopio       | 18  | 18 | 8  | 2 | 8  | 38 | 35 | +3   |
| 6    | TPS Turku         | 18  | 18 | 7  | 4 | 7  | 41 | 41 | 0    |
| 7    | KIF Helsinki      | 18  | 18 | 8  | 2 | 8  | 40 | 42 | -2   |
| 8    | VPS Vaasa         | 17  | 18 | 5  | 7 | 6  | 34 | 31 | +3   |
| 9    | Sudet Helsinki P  | 9   | 18 | 3  | 3 | 12 | 18 | 52 | -34  |
| 10   | IKissat Tampere T | 5   | 18 | 1  | 3 | 14 | 17 | 47 | -30  |

|  | Champion de Finlande 1951                           |
|  | Relégation en deuxième division                     |
|  | T Tenant du titre P Club promu de deuxième division |

## Bilan de la saison
| Championnat de Finlande de football 1951 |                       |
| Champion                                 | KTP Kotka (1er titre) |
| Promotions et relégations                |                       |
| Promus en Mestaruussarja                 | Pyrkivä Turku         |
| Promus en Mestaruussarja                 | Jäntevä Kotka         |
| Relégués en Ykkonen                      | Sudet Helsinki        |
| Relégués en Ykkonen                      | IKissat Tampere       |